# Баррейрас
Баррейрас (порт. Barreiras) — муниципалитет в Бразилии, входит в штат Баия. Составная часть мезорегиона Крайний запад штата Баия. Входит в экономико-статистический микрорегион Баррейрас. Население составляет 151 036 человек на 2007 год. Занимает площадь 7895,241 км². Плотность населения — 18,1 чел./км².
Праздник города — 26 мая.

## История
Город основан в 1891 году.

## Статистика
- Валовой внутренний продукт на 2005 год составляет 1 239 476 350,00 реалов (данные: Бразильский институт географии и статистики).
- Валовой внутренний продукт на душу населения на 2005 год составляет 9142,00 реалов (данные: Бразильский институт географии и статистики).
- Индекс развития человеческого потенциала на 2000 год составляет 0,785 (данные: Программа развития ООН).

## География

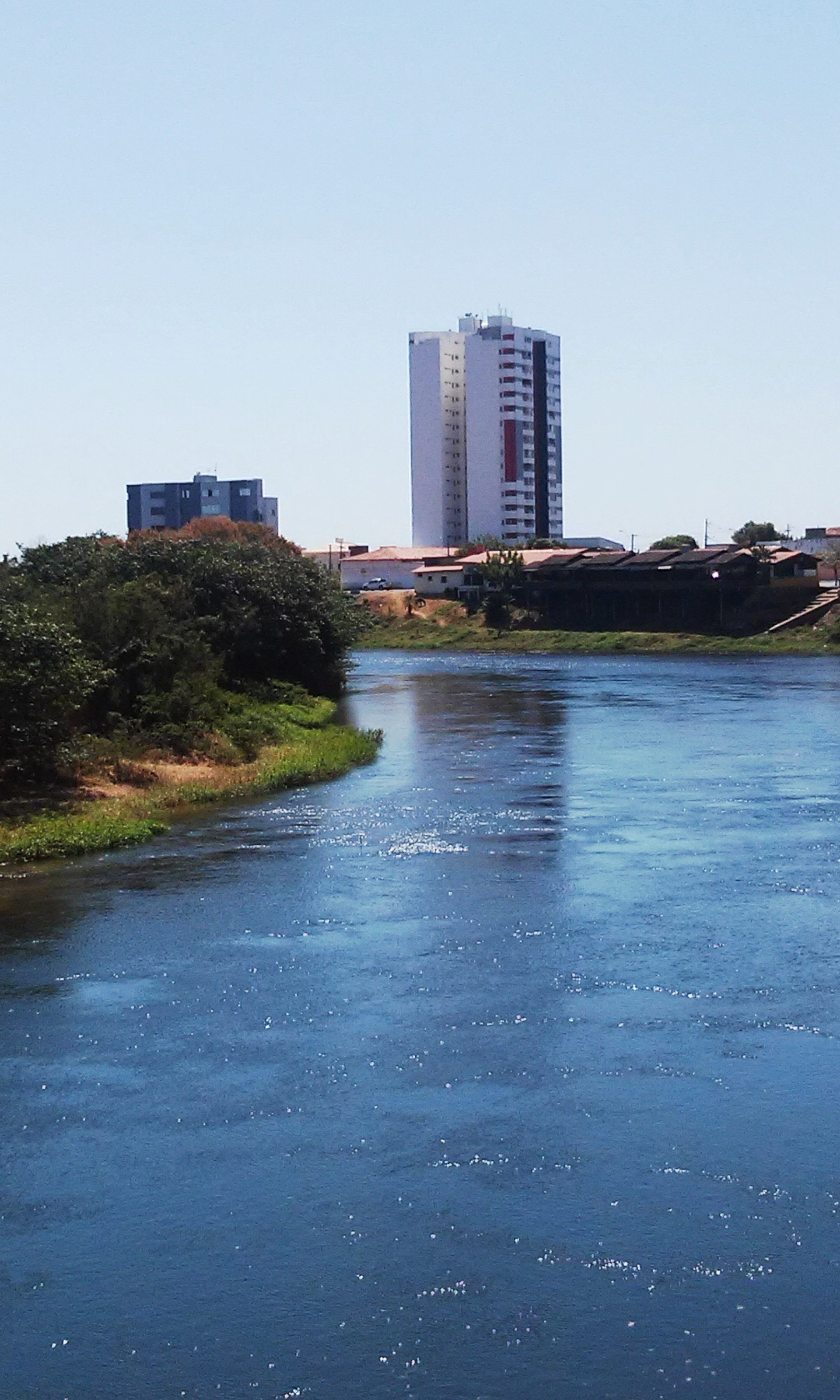

Климат местности: тропический.